# Coeloplana metschnikowii
Coeloplana metschnikowii är en kammanetart som beskrevs av Alexander Onufrievitch Kowalevsky 1880. Coeloplana metschnikowii ingår i släktet Coeloplana och familjen Coeloplanidae. Inga underarter finns listade i Catalogue of Life.